# Świerczów (Opole)
Pour les articles homonymes, voir Świerczów.
Świerczów est une localité polonaise et siège de la gmina du même nom, située dans le powiat de Namysłów en voïvodie d'Opole.